# Marino Salas
Marino Salas Ortega (nacido el 2 de octubre de 1981 en Hato Mayor) es un lanzador dominicano que jugó en las Grandes Ligas de Béisbol para los Piratas de Pittsburgh durante la temporada 2008.
Fue anteriormente reclamado de la lista de waivers de los Orioles de Baltimore por los Cerveceros de Milwaukee el 1 de febrero de 2007. Jugó para los equipos de Doble-A y Triple-A afiliados a de Milwaukee, Huntsville Stars y Nashville Sounds. El 7 de diciembre del 2007, Salas fue cambiado a los Piratas de Pittsburgh, junto con Kevin Roberts por el dominicano Salomón Torres.  Se convirtió en agente libre al final de la temporada 2008. 
En 2009, Salas jugó para Pericos de Puebla en la Liga Mexicana.
Desde 2010, Salas juega en Italia como abridor del equipo BSC Rovigo.